# Rezza
Rezza (en cors Scanafaghjaccia) és un municipi francès, situat a la regió de Còrsega, al departament de Còrsega del Sud. L'any 1999 tenia 81 habitants.

## Demografia
| 1962 | 1968 | 1975 | 1982 | 1990 | 1999 |
| ---- | ---- | ---- | ---- | ---- | ---- |
| 54   | 71   | 48   | 47   | 50   | 49   |

## Administració
| Període   | Identitat            | Partit | Qualitat |
| --------- | -------------------- | ------ | -------- |
| 2001-2008 | Jean-François Nicoli |        |          |